# Umar Saho
Umar Saho Sarho (* 11. Juli 2000 in Lloret de Mar) ist ein spanisch-gambischer Fußballspieler.

## Karriere
Umar Saho Sarho spielte als Nachwuchsspieler bei Greuther Fürth, den Würzburger Kickers und Eintracht Frankfurt, bevor er 2019 in die zweite Mannschaft des FC Schalke 04 wechselte. Anschließend spielte er beim FC Bayern Alzenau. Im Sommer 2021 wechselte Umar Saho Sarho zum FC Wil. Sein Debüt in der ersten Mannschaft feierte er im Juli 2021 gegen den FC Winterthur. 2022 fiel Saho bei der U-20 mit sechs Treffern in nur zwei Spielen auf. Gegen den KF Dardania St. Gallen und den FC Lachen/Altendorf schoss Saho jeweils ein Dreierpack. Im Juni 2023 verlängerte er nach einer überzeugenden Saison seinen Vertrag bis zum Sommer 2025. In der Hinrunde der Saison 2023/24 wurde Saho kaum eingesetzt, in der Rückrunde spielte der Mann aus Lloret de Mar wieder häufiger, meist allerdings als Einwechselspieler. Den Beginn der Saison 2024/25 verpasste er. Erst im März 2025 kam er auswärts in Bellinzona zu einem Kurzeinsatz, spielte dann aber wieder regelmäßig. Im Juni 2025 wurde sein Vertrag verlängert.